# Jazz Workshop (Label)
Jazz Workshop war einerseits ein US-amerikanisches Plattenlabel von Charles Mingus, das mit einer Unterbrechung von 1957 bis Mitte der 1960er Jahre bestand. Mingus benutzte den Begriff andererseits auch für zahlreiche eigene Bandprojekte. Weiterhin heißt der noch bestehende Verlag, in dem Mingus seine Kompositionen veröffentlichte, Jazz Workshop Inc., der heute von Sue Graham Mingus betrieben wird.,

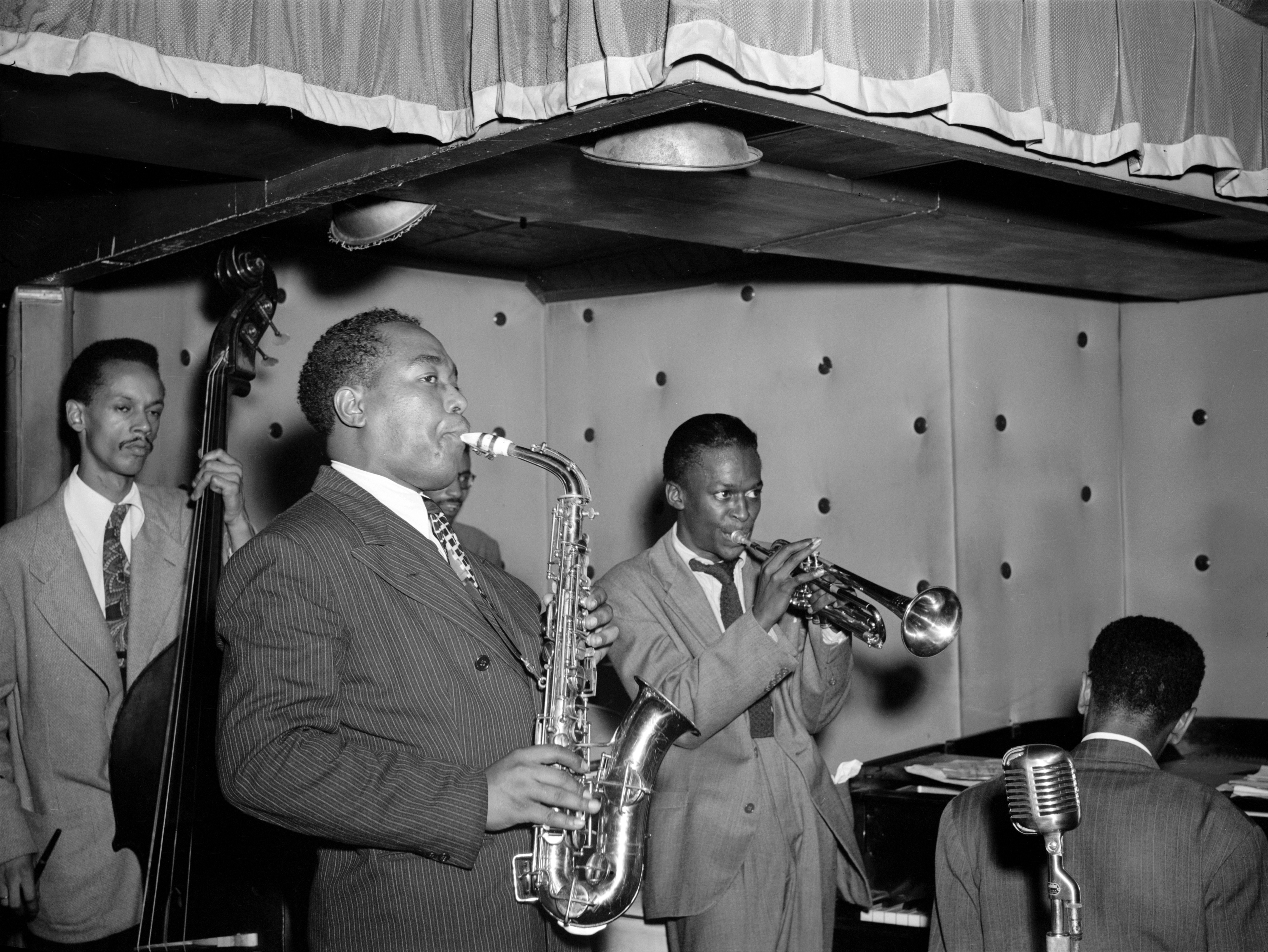
Charlie Parker, Tommy Potter, Miles Davis, Duke Jordan, Max Roach ca. 1947. Foto Gottlieb.

Das Label Jazz Workshop wurde von Mingus 1957 gegründet, ausgehend von der vorangegangenen Verwendung von Jazz Workshop als Bezeichnung seiner verschiedenen Bandprojekte, beginnend mit dem Jazz Composers Workshop um 1955. Es erschienen auf dem Label zunächst nur zwei Wiederveröffentlichungen von Livemitschnitten Charlie Parkers von 1948 und 1950, die zum Teil auch schon Mitte der 1950er Jahre auf dem dänischen Label Debut Records erschienen waren. 1964 wurde das Unternehmen von Mingus wiedererweckt, nachdem er seinen Kontrakt mit Impulse! Records beendet hatte.
Mingus wollte das Jazz Workshop-Konzept zu dieser Zeit zu einer offenen Schule ausweiten, die (Jazz-)Musik, Kunst und Tanz miteinbeziehen sollte, was jedoch schon früh an finanziellen und organisatorischen Problemen scheiterte. Das gleichnamige Label – organisiert als Mail-Order-Unternehmen mit eigenem Postfach  – beanspruchte das erste Plattenunternehmen in den USA sein, das einen Schritt zu mehr Gerechtigkeit für die Musiker machte, so Mingus in seiner Ankündigung. Doch das Plattenlabel war nur sehr kurzlebig; bereits Mitte der 1960er Jahre hatte Mingus den Katalog des vorangegangenen Unternehmens Debut Records an Saul Zaentz’ Label Fantasy Records verkauft; dieser übernahm 1968 auch die wenigen Produktionen des Jazz Workshop-Labels.

## Diskographische Hinweise
- Charlie Parker: Bird on 52nd Street (JWS 501) mit Miles Davis, Duke Jordan, Tommy Potter, Max Roach (1948)
- Charlie Parker: Bird at St. Nick’s (JWS 500) mit Red Rodney, Al Haig, Tommy Potter, Roy Haynes  (1950)
- Charles Mingus: Mingus at Monterey (JWS 001/002; 1964)
- Charles Mingus: Town Hall Concert 1964 Vol. 1 (JWS 005; 1965)
- Charles Mingus: My Favorite Quintet, Vol. 1: Tyrone Guthrie Theater (JWS 009; 1965)
- Charles Mingus: Music Written for Monterey 1965. Not Heard... Played in Its Entirety at UCLA, Vol. 1 & 2 (JWS 013/014; 1965)[8]